# カーリー・ガリクソン
カーリー・ガリクソン（Carly Gullickson, 1986年11月26日 - ）は、アメリカ・オハイオ州シンシナティ出身の女子プロテニス選手。2009年の全米オープン混合ダブルスで、同じアメリカのトラビス・パロットとペアを組んで優勝した。WTAツアーでシングルスの優勝はないが、ダブルスで2勝を挙げる。自己最高ランキングはシングルス123位、ダブルス52位。サーブ・アンド・ボレーのプレースタイルを得意にする選手。父親のビルは著名な元プロ野球選手で、4歳年下の妹チェルシー・ガリクソンも大学テニスの名門校であるジョージア大学の学生テニス選手としてNCAA女子テニス選手権で優勝し、2010年全米オープン女子シングルス部門に主催者推薦で出場した経験を持つ著名なアマチュアテニス選手である。

## 来歴
父親はビル・ガリクソン。ガリクソンは長年メジャーリーグで活躍した名投手として知られ、1988年と1989年の2年間日本の読売ジャイアンツに在籍し21勝をあげている。カーリーは母親の勧めにより、9歳の時から近くのテニスコートで練習を始め、2001年から選手活動を始めた。2003年にプロに転向し、ウィンブルドンで4大大会に初出場する。これまでの彼女は、4大大会女子シングルスは5度本戦に出場しているが、全て初戦で敗退している。
ガリクソンは女子ツアーのダブルスでは、カナダ・ケベックシティ大会で2004年と2006年の2度優勝した。4大大会女子ダブルス成績は、全米オープンで2008年と2009年の2年連続で3回戦進出がある。

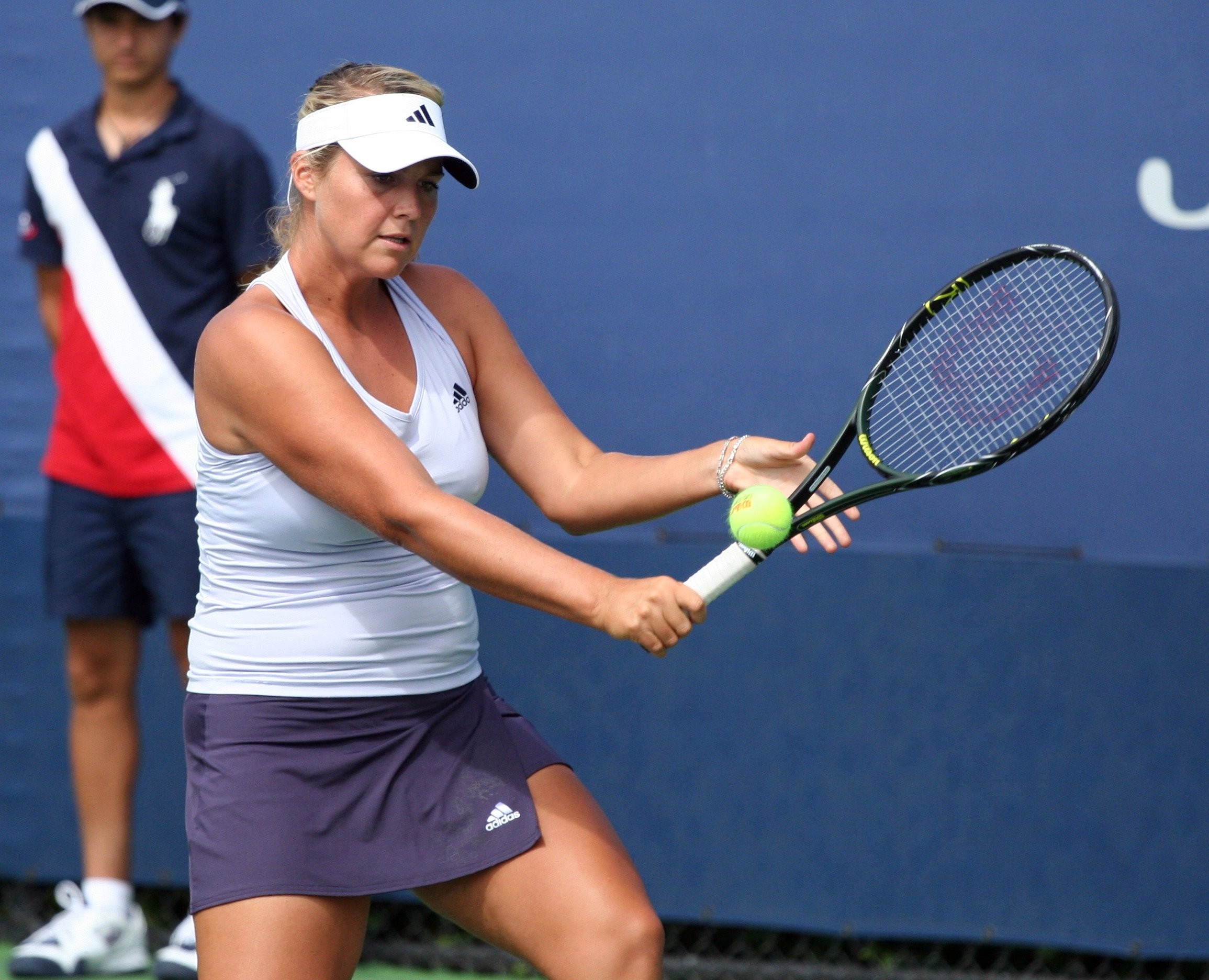
2009年全米オープンにて

2009年全米オープンの混合ダブルスで、カーリー・ガリクソンは同じアメリカのトラビス・パロットとペアを組んだ(ダブルスのスペシャリストとして活動しているパロットは当初別の選手と組んで出場する予定であったが、エントリー締め切り2日前に急遽ガリクソンと組み主催者推薦で出場することになったという)。混合ダブルス競技は32組による5回戦制で行われ、ガリクソンとパロットは準々決勝で第3シードのマリウシュ・フィルステンベルク（ポーランド）&リサ・レイモンド（アメリカ）組、準決勝で第1シードのマヘシュ・ブパシ（インド）&リーゼル・フーバー（アメリカ）組を連破して決勝に勝ち上がった。2人は決勝戦でも好調さを維持し、第2シードのリーンダー・パエス（インド）&カーラ・ブラック（ジンバブエ）組を 6-2, 6-4 のストレートで倒した。こうして、ガリクソンとパロットは2009年の全米オープン混合ダブルス優勝者に輝いた。
ガリクソンはシングルスの出場は2010年のケベックシティ大会が最後になっており、ダブルスに専念して出場している。2011年7月に結婚し、暫く休息を取るため同年5月からテニス選手としての活動を休止していたが、翌2012年3月にクリアウォーターで開催されたITFサーキット大会への出場を機にプロ活動を再開した。2012年5月を最後に大会出場から遠ざかっている。

## WTAツアー決勝進出結果

### ダブルス: 3回 (2勝1敗)
| 大会グレード          | 大会グレード                 |
| 2008年以前            | 2009年以後                   |
| --------------------- | ---------------------------- |
| グランドスラム (0–0)  |                              |
| WTAファイナルズ (0–0) |                              |
| ティア I (0–0)        | プレミア・マンダトリー (0-0) |
| ティア I (0–0)        | プレミア5 (0-0)              |
| ティア II (0–0)       | プレミア (0–0)               |
| ティア III (2–0)      | インターナショナル (0–1)     |
| ティア IV ＆ V (0–0)  | インターナショナル (0–1)     |

| 結果   | No. | 決勝日        | 大会           | サーフェス    | パートナー                 | 対戦相手                              | スコア   |
| ------ | --- | ------------- | -------------- | ------------- | -------------------------- | ------------------------------------- | -------- |
| 優勝   | 1.  | 2005年11月7日 | ケベックシティ | ハード (室内) | マリア・エミリア・サレルニ | エルス・カレンズ サマンサ・ストーサー | 6–3, 6–4 |
| 優勝   | 2.  | 2006年11月5日 | ケベックシティ | ハード (室内) | ローラ・グランビル         | アリーナ・イドコワ ジル・クレイバス   | 6–3, 6–4 |
| 準優勝 | 1.  | 2009年9月27日 | ソウル         | ハード        | ニコール・クリッツ         | アビゲイル・スピアーズ 詹詠然         | 3–6, 4–6 |

## 4大大会シングルス成績
略語の説明
| W | F | SF | QF | #R | RR | Q# | LQ | A | Z# | PO | G | S | B | NMS | P | NH |

W=優勝, F=準優勝, SF=ベスト4, QF=ベスト8, #R=#回戦敗退, RR=ラウンドロビン敗退, Q#=予選#回戦敗退, LQ=予選敗退, A=大会不参加, Z#=デビスカップ/BJKカップ地域ゾーン, PO=デビスカップ/BJKカッププレーオフ, G=オリンピック金メダル, S=オリンピック銀メダル, B=オリンピック銅メダル, NMS=マスターズシリーズから降格, P=開催延期, NH=開催なし.
| 大会           | 2001 | 2002 | 2003 | 2004 | 2005 | 2006 | 2007 | 2008 | 2009 | 2010 | 通算成績 |
| -------------- | ---- | ---- | ---- | ---- | ---- | ---- | ---- | ---- | ---- | ---- | -------- |
| 全豪オープン   | A    | A    | A    | A    | A    | LQ   | LQ   | A    | LQ   | LQ   | –        |
| 全仏オープン   | A    | A    | A    | A    | A    | LQ   | A    | A    | 1R   | A    | 0–1      |
| ウィンブルドン | A    | A    | 1R   | LQ   | A    | A    | A    | A    | LQ   | A    | 0–1      |
| 全米オープン   | LQ   | A    | 1R   | A    | 1R   | LQ   | A    | LQ   | 1R   | A    | 0–3      |